# Oblus Tschüi
Das Oblus Tschüi (auch Chui, Chüy, Chüi oder Chuy; kirgisisch Чүй облусу Tschüi oblussu, russisch Чуйская область Tschuiskaja oblast) ist eines von sieben Verwaltungsgebieten (Oblus) Kirgisistans in Zentralasien. Es ist das nördlichste Gebiet des Landes und grenzt im Norden an Kasachstan, im Osten an Yssyk-Köl, im Süden an Naryn und im Westen an Talas. Umschlossen von dem Gebiet, jedoch nicht Teil davon ist die Hauptstadt Bischkek. Das Gebiet hat eine Fläche von 19.895 km² und etwa 1,1 Millionen Einwohner (ohne Bischkek, das eine eigene Verwaltungseinheit bildet). Das administrative Zentrum ist dennoch Bischkek, zwischen den Jahren 2003 und 2006 war es Tokmok.

## Geographie

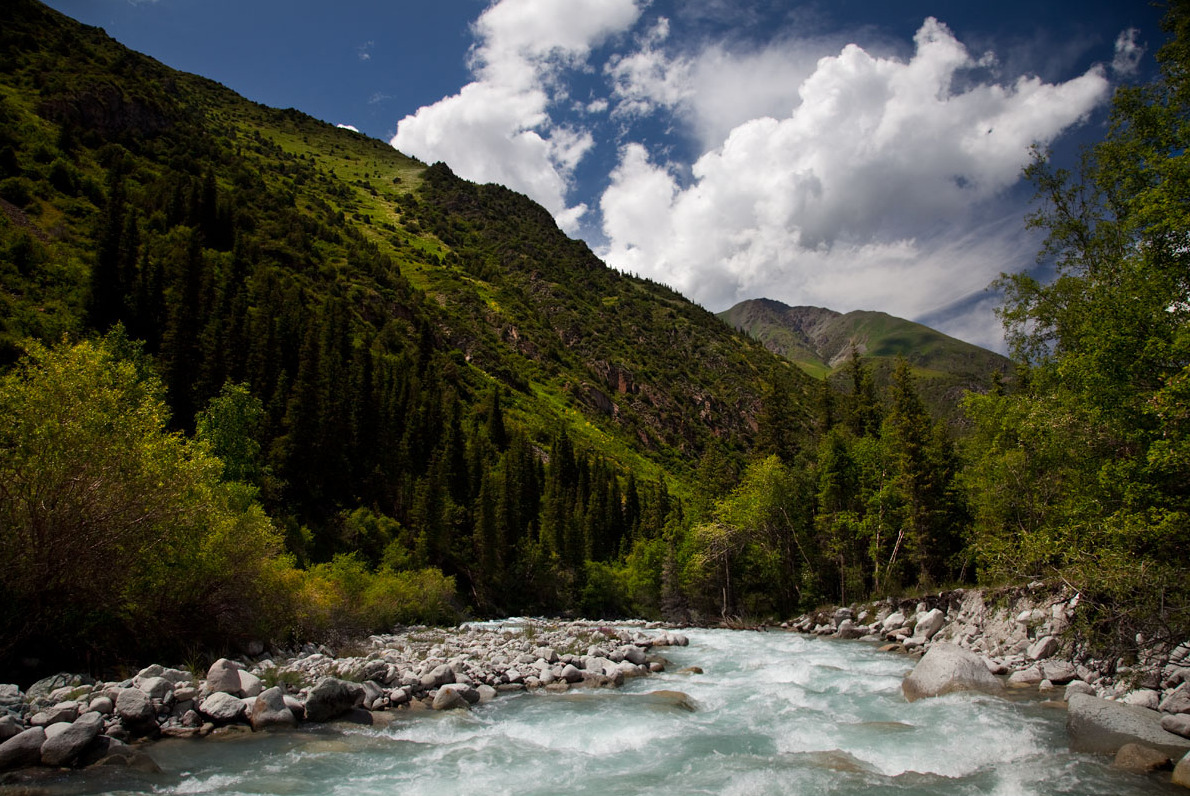
Der Fluss Ala-Artscha im Ala-Artscha-Nationalpark

Der nördliche Teil des Oblus ist, für Kirgisistan ungewöhnlich, sehr flach. Hier befindet sich die niedrigste Stelle des Oblus auf etwa 550 m Seehöhe. Große Flächen nimmt hier das Tal des Flusses Tschüi ein, der auch für die intensive Bewässerung der fruchtbaren Böden in diesem Oblus genutzt wird. Landwirtschaftliche Bedeutung hat das Oblus im Anbau von Weizen, Mais, Zuckerrüben, Kartoffeln, Luzernen und verschiedenen Obst- und Gemüsesorten. Durch die landwirtschaftliche Bedeutung Tschüis wurden während der Sowjetzeit zahlreiche weiterverarbeitende Betriebe und Industrieanlagen errichtet, wodurch einige Orte, z. B. Tokmok, Kant oder Karabalta, an regionaler Bedeutung gewonnen haben.
Im Süden des Oblus bildet das Hochgebirge des Kirgisischen Alataus eine natürliche Grenze zum südlich gelegenen Oblus Talas. Das Gebirge ragt bis in eine Höhe von 4895 m ü. NN (Alamedinski Pik) und beherbergt den Ala-Artscha-Nationalpark. Durch die Nähe zu Bischkek ist das südliche Gebirge in der Region ein beliebtes Naherholungsziel. Es gibt hier zahlreiche Wanderwege, Bergsteigercamps und ein Skigebiet.
Das Klima ist im nördlichen Teil trocken und kontinental, mit heißen Sommern und mäßig kalten Wintern. Die mittleren Julitemperaturen liegen zwischen 17 und 25 °C, die mittlere Januartemperatur um −7 °C. Die jährlichen Niederschläge liegen zwischen 270 und 400 mm. Im Süden des Gebietes, im Suusamyr-Tal, liegen die durchschnittlichen Julitemperaturen zwischen 13 und 14 °C, die durchschnittlichen Januartemperaturen bei −20 bis −21 °C. Die jährlichen Niederschläge liegen dort bei 350 bis 370 mm.
Die Gewässer gehören zu den Einzugsgebieten des Naryn und des Tschüi. Auf seinem Weg durch das Gebiet nimmt der Tschüi zahlreiche Nebenflüsse auf, darunter Tschong-Kemin und Kitschi-Kemin als rechte und Schamschy, Kegeti, Yssyk-Ata, Alamüdün, Ala-Artscha, Schylamysch, Sokuluk, Aksuu und Kara-Balta als linke Zuflüsse, die im Kirgisischen Alatau entspringen. Heute erreicht das Wasser dieser Zuflüsse den Tschüi häufig nicht, denn es wird zur Bewässerung verwendet. Auf dem Gebiet von Tschüi gibt es 582 Gletscher mit einer Gesamtfläche von 520 km². Der größte Teil davon befindet sich im zentralen Teil des Kirgisischen Alatau.

## Geschichte
Das Oblus Tschui wurde am 14. Dezember 1990 aus direkt der Republik unterstehenden Rajons gebildet. Verwaltungszentrum war zunächst Bischkek, das damals noch Frunse hieß. Am 5. März 2003 wurde das Verwaltungszentrum nach Tokmok verlegt. 2006 wurde Tokmok erneut von Bischkek abgelöst.

## Verkehr
Die Hauptverbindung zwischen Ost und West innerhalb des Gebiets ist die Fernverkehrsstraße Taras–Bischkek–Balyktschy, die fast alle bedeutenden Städte im Oblus Tschüi miteinander verbindet. Der westlich von Bischkek gelegene Straßenabschnitt ist Teil der Europastraße 40; lokal als Fernstraße M-39 aus Zeiten der UdSSR bezeichnet. Der weitere Verlauf dieser Straße führt nördlich von Bischkek über den Fluss Tschüi, den kasachischen Grenzort Qordai weiter in die nahe gelegene Großstadt Almaty in Kasachstan.
Ein Großteil des kirgisischen Schienenverkehrs verläuft entlang der Route Lugowoi–Bischkek–Balyktschy im Oblus Tschüi auf den Bahnstrecken Lugowoi–Bischkek und Bischkek–Balyktschy. Es besteht eine direkte Zugverbindung von Moskau nach Bischkek. Die Bahnstrecken verlaufen grob entlang der wichtigsten Fernstraße (M39).

## Bevölkerung
Im Oblus Tschüi gibt es sieben Städte, eine Siedlung städtischen Typs und etwa 330 Dörfer. Die kirgisische Volkszählung im Jahr 2009 ermittelte für das Gebiet eine Einwohnerzahl von 803.230. Bei der nächsten Volkszählung 2022 wurde 1.056.758 Menschen gezählt. Die größten Städte sind Tokmok (53.231 Einwohner), Karabalta (37.834 Einwohner) und Kant (21.589 Einwohner).
Die ethnische Zusammensetzung der Bevölkerung Tschüis ist heterogener als in anderen Teilen Kirgistans, obwohl in letzter Zeit der Anteil der Kirgisen stark zugenommen hat. Den Hauptanteil bilden mit 74,3 % die Kirgisen (2009 noch 59,1 %). Danach folgen mit 12 % der Bevölkerung Russen sowie mit 6,2 % die Dunganen. Dazu leben in Tschüi über zahlreiche weitere Ethnien bzw. Minderheiten, darunter Uiguren (1,2 %), Usbeken (1,6 %), Kasachen (1,0 %), Ukrainer (0,2 %) Aserbaidschaner (1,0 %), Tataren (0,3 %) und auch Kirgisistandeutsche (0,2 %). Der Anteil der Deutschen ist seit dem Zerfall der Sowjetunion stark zurückgegangen, die deutsche Minderheit emigrierte mehrheitlich nach Deutschland. Noch 1989 hatte ihr Anteil in der Region bei über 9 % gelegen. Heute liegt er bei 0,2 %. Auch der Anteil der Russen ist stark ruckläufig: 2009 lag er noch bei 20,8 %, 1999 waren sogar 31,9 % der Einwohner Russen. Der Anteil der meisten anderen Ethnien nimmt ebenfalls zugunsten der Kirgisen ab. Einzige Ausnahme sind die Tadschiken. Besonders abgenommen hat die Anzahl der Ukrainer: 1999 waren noch 3,3 % der Einwohner Ukrainer. Heute sind es nur noch 0,2 %.
| Ethnie                                      | Absolute Anzahl | Relative Anzahl |
| ------------------------------------------- | --------------- | --------------- |
| Kirgisen                                    | 785.211         | 74,3 %          |
| Russen                                      | 127.329         | 12,0 %          |
| Dunganen                                    | 059.325         | 5,6 %           |
| Usbeken                                     | 017.436         | 1,6 %           |
| Uiguren                                     | 012.215         | 1,2 %           |
| Kasachen                                    | 010.716         | 1,0 %           |
| Aserbaidschaner                             | 010.080         | 1,0 %           |
| Türken                                      | 06.758          | 0,6 %           |
| Tadschiken                                  | 05.194          | 0,5 %           |
| Kurden                                      | 03.996          | 0,4 %           |
| Tataren                                     | 03.135          | 0,3 %           |
| Ukrainer                                    | 02.063          | 0,2 %           |
| Deutsche                                    | 01.869          | 0,2 %           |
| Darginer                                    | 01.732          | 0,2 %           |
| Koreaner (Korjo-Saram)                      | 01.489          | 0,1 %           |
| Lesgier                                     | 01.470          | 0,1 %           |
| Karatschaier                                | 0852            | 0,1 %           |
| Indisch- oder pakistanischstämmige Menschen | 0808            | 0,1 %           |
| Tschetschenen                               | 0763            | 0,1 %           |
| Andere                                      | 04007           | 0,4 %           |

## Verwaltungsgliederung
Das Oblus Tschüi ist in acht Rajons unterteilt. Die Stadt Tokmok (74.433 Einwohner, 41 km² Fläche) entspricht selbstständig einer den Bezirken gleichgestellten Gebietskörperschaft. Die Stadt Bischkek ist eingebettet in den Bezirk Alamüdün, gehört jedoch selbst nicht zum Oblus Tschüi, sondern besitzt administrativ Gebietsstatus. Folgende neun Bezirke befinden sich in Tschüi (geordnet von Ost nach West):
| Bezirksgliederung (Rajons) Oblus Tschüi | Bezirksgliederung (Rajons) Oblus Tschüi | Bezirksgliederung (Rajons) Oblus Tschüi | Bezirksgliederung (Rajons) Oblus Tschüi | Bezirksgliederung (Rajons) Oblus Tschüi |
| Rajon                                   | Verwaltungs- sitz                       | Einw.                                   | Fläche (in km²)                         | Lage                                    |
| --------------------------------------- | --------------------------------------- | --------------------------------------- | --------------------------------------- | --------------------------------------- |
| Tokmok                                  |                                         | 73.433                                  | 41                                      |                                         |
| Alamüdün                                | Lebedinowka                             | 194.381                                 | 1.503                                   |                                         |
| Dschajyl                                | Karabalta                               | 114.852                                 | 3.435                                   |                                         |
| Kemin                                   | Kemin                                   | 51.067                                  | 3.533                                   |                                         |
| Moskwa                                  | Belowodsk                               | 100.929                                 | 2.056                                   |                                         |
| Panfilow                                | Kajyngdy                                | 48.879                                  | 2.606                                   |                                         |
| Sokuluk                                 | Sokuluk                                 | 257.959                                 | 2.550                                   |                                         |
| Tschüi                                  | Tokmok                                  | 58.442                                  | 1.756                                   |                                         |
| Yssyk-Ata                               | Kant                                    | 156.816                                 | 2.415                                   |                                         |

## Galerie

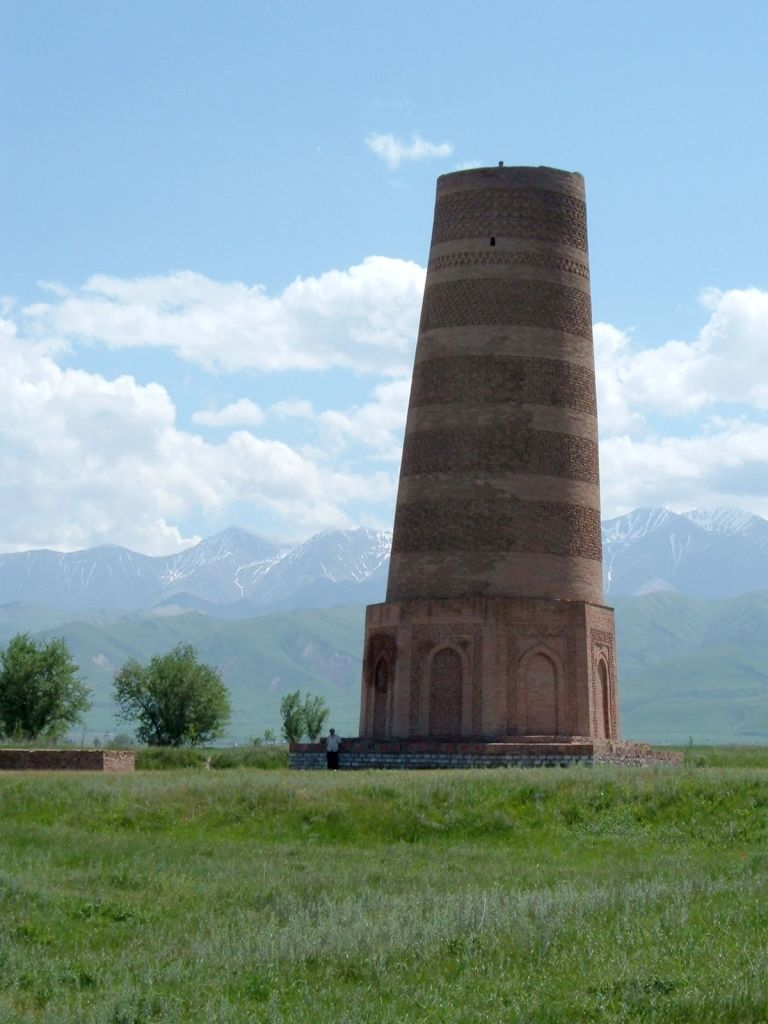
Burana-Turm
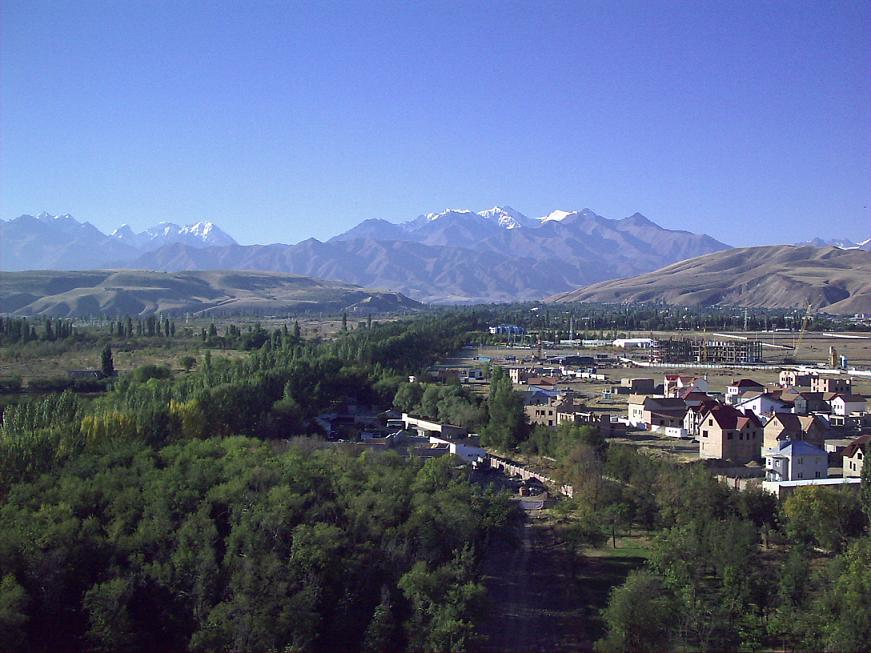
Südlich von Bischkek
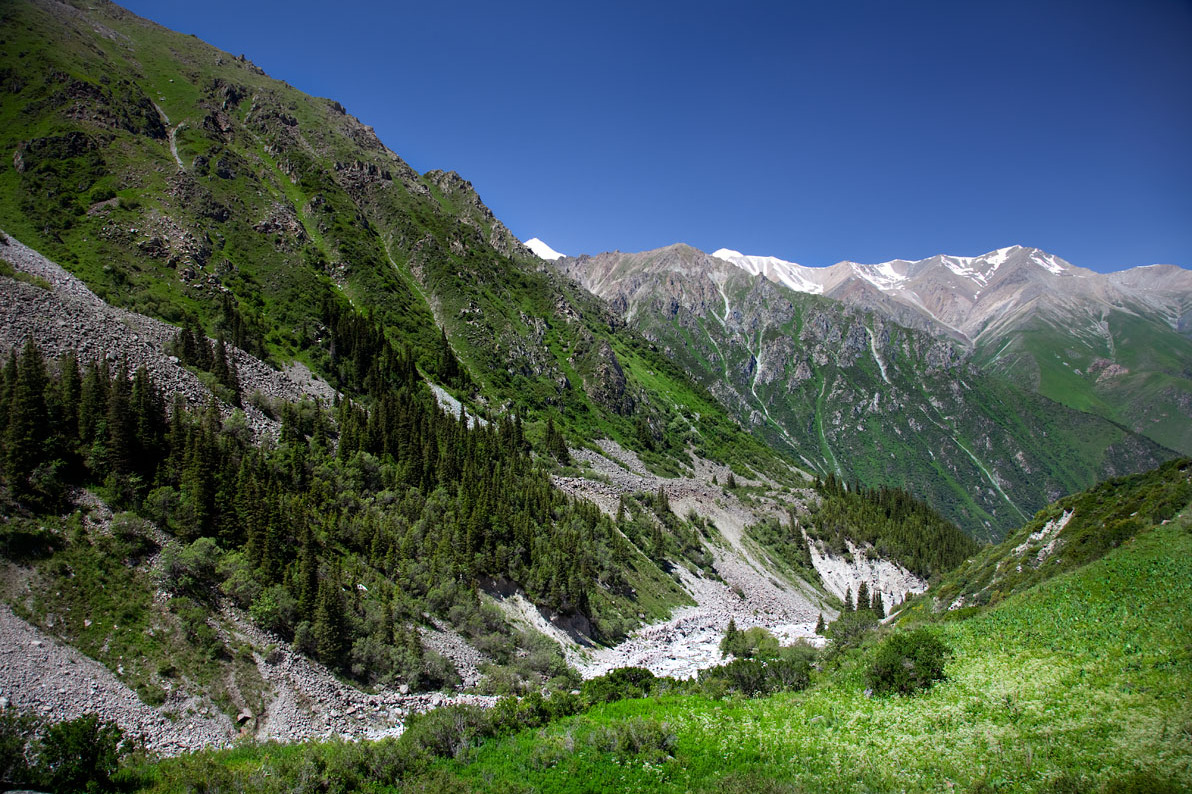
Ala-Artscha-Nationalpark
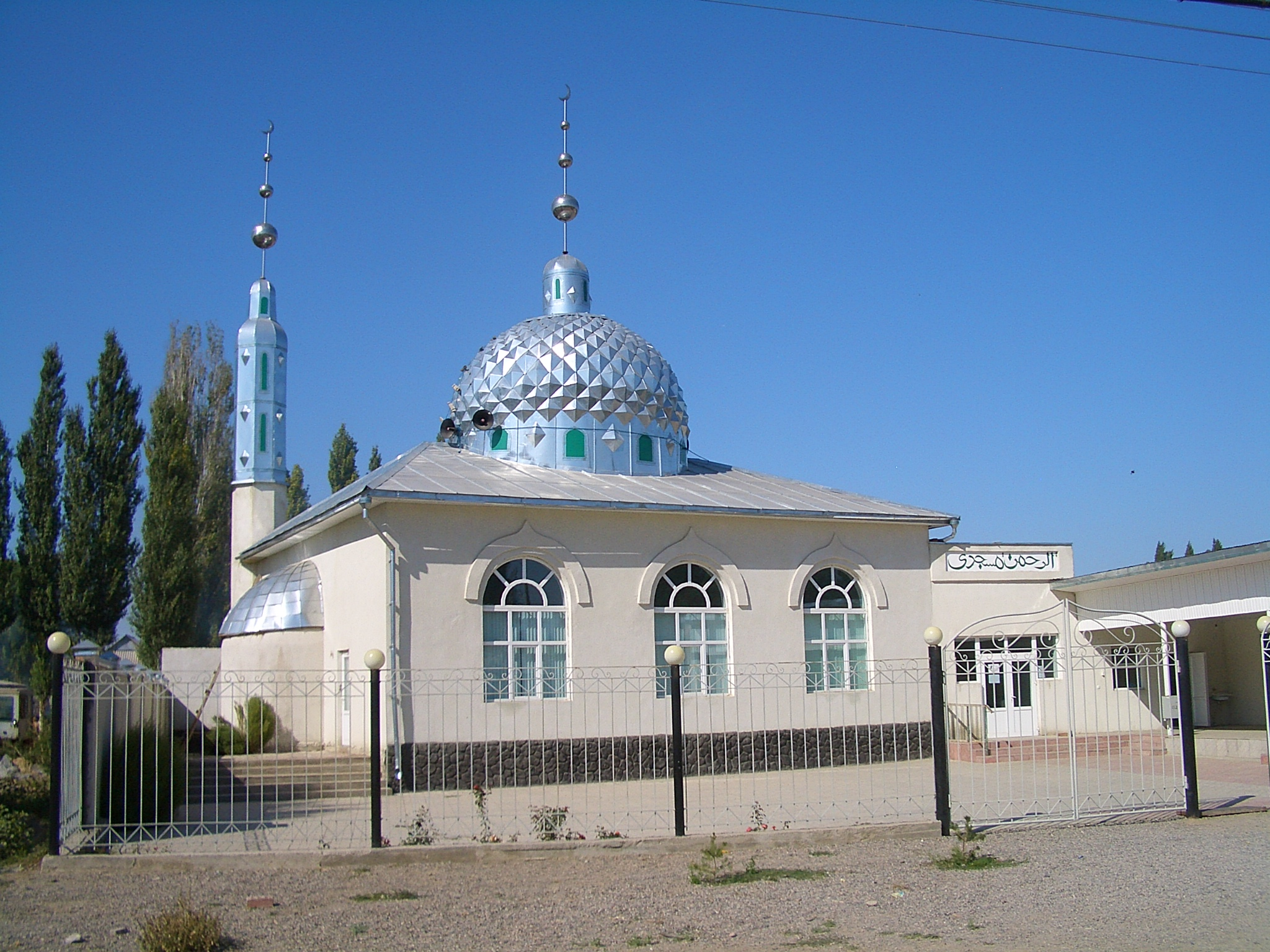
Moschee in Milianfan
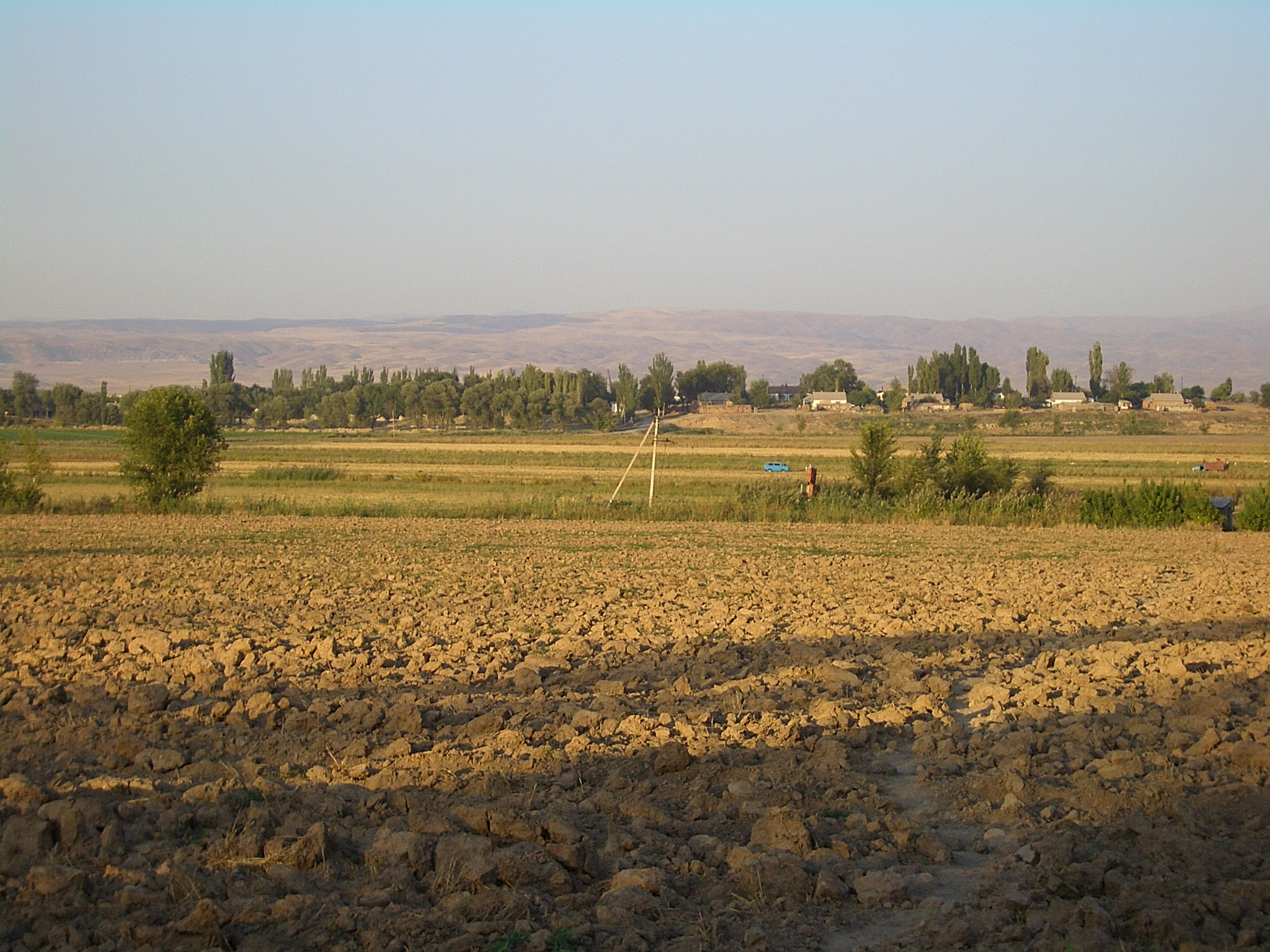
Tal des Flusses Tschüi
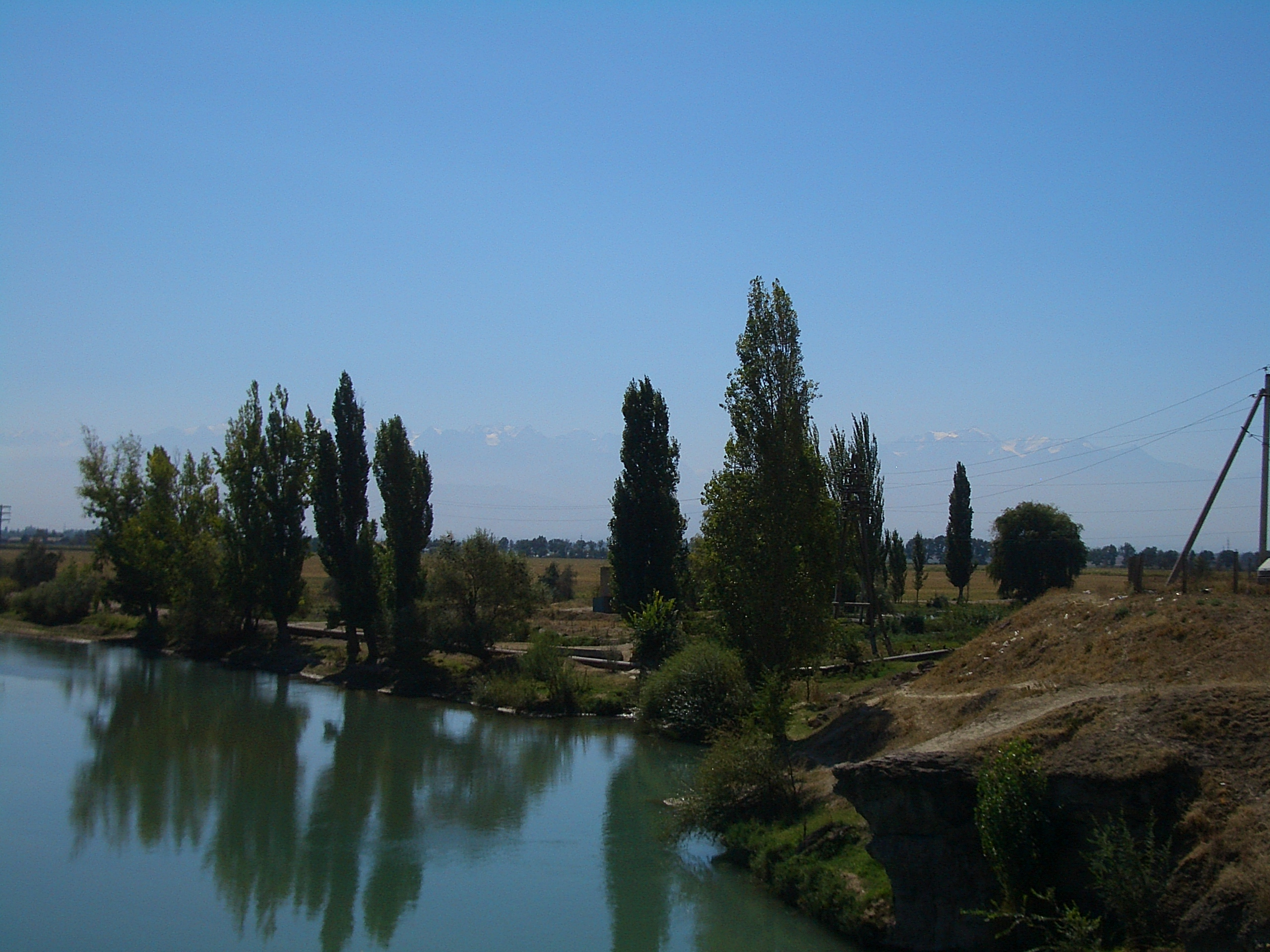
Fluss Tschüi bei Qordai